# Воскресенская церковь (Ошмяны)
Свято-Воскресенская церковь — православный храм в центре города Ошмяны, Гродненской области. Вместе с церковью Михаила Архангела церковь образует силуэт исторической площади.

## История
Церковь построена на месте снесенной доминиканской церкви и. Разрешение на строительство церкви было получено 7 марта 1873 года. Смета и проект Николая Чагина были утверждены в 1875 году. Строительство началось в сентябре 1873 года и завершилось в августе 1883 года. Освящен 4 сентября 1883 года архиепископом Литовским и Виленским Александром.
В 1894 году по духовному завещанию П. И. Мединцовой храму была выделена сумма в 600 рублей. В 1934 году священником стал религиозно-общественный деятель белорусской диаспоры Николай Лапицкий.
Была закрыта в 1964 году. Впоследствии была вновь открыта в феврале 1992 года. Летом 2001 года при храме торжественно открылась часовня, посвященная 2000-летию христианства. На открытии присутствовали епископ Новогрудский и Лидский Гурия.

## Архитектура
Церковь выполнена в стиле Русско-Византийской архитектуры. Представляет собой крестово-купольный храм с низкими прямоугольными приделами и апсидой. Над центральным крестом возвышается восьмигранный световой барабан, увенчанный шатровой крышей, на которой располагается выпуклый купол, установленный на глухом восьмигранном барабане. Над притвором размещен восьмигранный ярус шатровых звонниц, увенчанный маком. Крылья крыльца покрыты двускатными крышами.
Три входа (главный и два боковых) оформлены величественными, монументальными порталами с вытянутыми арками. Симметрия храма подчеркивается с помощью арочных и оконных проемов. Стены украшены шпателями и обрамлены крупными дугообразными фризами. Симметрия архитектурных плоскостей акцентируется арочными оконными проемами и плоскими лепными элементами. В интерьере доминирует двухсветное пространство между крестами.